# بجستان
بَجِستان مرکز شهرستان بجستان در استان خراسان رضوی است و بر پایهٔ سرشماری عمومی نفوس و مسکن در سال ۱۳۹۵ جمعیت این شهر ۱۱٬۷۴۱ نفر (در ۳٬۷۶۸ خانوار) بوده‌است

## وجه‌تسمیه
نام بجستان در منابع مختلف با نگارش‌های مختلف:
- «بُجِستان» Bojestan
- «بَجِسْتان» Bajestan
- «بوزستان» Buzestan

باور پاره‌ای که بُجستان را «باجستان» می‌دانند یک برداشت عامیانه است و با زبانشناسی و تاریخ جور نیست و چون روستاهای آن تحت نفوذ اعیان و اشراف بوده‌است، آنان از توابع خود باج می‌گرفتند. در بین اهالی، مشهور است که در گذشته، دریاچه‌ای در ترشیز و بجستان وجود داشته که در حال حاضر از بین رفته و تبدیل به کویر نمک شده‌است. در دو طرف این دریاچه، دو محل باجگیرخانه وجود داشته، یکی به نام «بجستان» که اصل آن «باج ستان» بوده و دیگری در طرف کاشمر در راه سبزوار، مشهور به «باج وَر» که به معنی «باج بده» است و اکنون هم دهنهٔ بَجْوَرْد، در راه سبزوار و کاشمر، معروف است و در راه مزار دو کیلومتری جنوب بجستان، تپه خاکی است که آثار ساختمانی در آن است و معروف به باجگیرخانه است.

## پیشینه
در تورفان چین کتیبه‌ای به زبان و خط پهلوی کشف شده، که از وجود شخصیتی تاریخی با نام «مهر» یاد کرده، و محل درگذشت او را بجستان آورده‌است. نخستین جغرافی‌دانی که از بجستان نام برده یاقوت حموی است. او در کتابش معجم‌البلدان بجستان را دهکده‌ای از قرای نیشابور دانسته‌است.
حافظ ابرو بجستان را عنوان ناحیه‌ای «مختصر» مشتمل بر ۳ قریه با نام‌های زین‌آباد، مارندز و یونسی؛ و ۲۰ مزرعه نام برده و آن را از نواحی هرات به‌شمار آورده‌است.
ظاهراً لشکریان تیمور در مسیر حرکت به خراسان از بجستان گذشته‌اند. این شهر در دورهٔ صفویان نیز در معرض تاخت و تاز ازبکان بود. بجستان در ۱۲۸۹ق /۱۸۷۲م قحطی شدیدی را به خود دید که باعث مرگ و میر و مهاجرت گروه‌هایی از این ناحیه گردید. بجستان در دوران قاجاریان از اهمیت و رونق بالایی برخوردار بوده و شبکهٔ گستردهٔ راه‌ها و رباط‌های متعدد از جمله فخرآباد، قاسم‌آباد، زین‌آباد وجود راه فیض‌آباد به بجستان و فردوس دلایل رونق و داد و ستد در این ناحیه بوده‌است.

## موقعیت جغرافیایی
شهر بجستان، در جنوب استان خراسان رضوی، در فاصلهٔ ۵۰ کیلومتری غرب گناباد و ۶۲ کیلومتری شمال فردوس و در کنار محور اصلی ارتباطی استان‌های جنوبی کشور به مشهد (جاده ۹۱ و بزرگراه ۷۸ آسیا) قرار گرفته‌است.

## جمعیت
بر پایهٔ سرشماری عمومی نفوس و مسکن در سال ۱۳۹۵ جمعیت این شهر ۱۱٬۷۴۱ نفر (در ۳٬۷۶۸ خانوار) بوده‌است.

## شورای شهر بجستان
شورای شهر به منظور پیشبرد سریع برنامه‌ها از طریق همکاری مردم و نظارت بر امور شهر تشکیل شده‌است. شورای شهر بجستان متشکل از ۵ عضو است که برای یک دورهٔ چهار ساله از طریق انتخابات برگزیده می‌شوند. همچنین نظارت بر عملکرد شهرداری و انتخاب شهردار و تصویب بودجهٔ سالانهٔ شهرداری از دیگر وظایف شورای شهر است. از سال ۱۳۷۸ تاکنون (۱۴۰۰) شش دوره انتخابات شهر و روستا برگزار شده‌است:

### دورهٔ پنجم: ۱۳۹۶–۱۴۰۰[۹]
- قاسم علی اکبرزاده - با دو هزار و ۷۷۴ رأی
- سید مهدی مرجانی - با دو هزار و ۸۱ رأی
- علی میرزاجانی - با هزار و ۹۵۵ رأی
- مهدی خبازی - هزار و ۷۰۸ رأی
- جواد ابراهیم‌زاده - با ۶۱۲ رأی

### دورهٔ ششم: ۱۴۰۰–۱۴۰۴[۱۰]
- حسین قربان‌زاده - ۱۹۶۸ رأی
- سید مهدی مرجانی - ۱۹۳۲ رأی
- مسلم سرمدی - ۱۹۱۴ رأی
- ابوالقاسم استادزاده - ۱۷۵۲ رأی
- جعفر نقی‌زاده - ۱۵۰۰ رأی

## آثار فرهنگی
برخی از آثار بجستان در میراث فرهنگی به عنوان اثر فرهنگی ثبت شده‌اند:
| ردیف | نام اثر                                 | شمارهٔ ثبت | تاریخ ثبت |
| ۱    | آئین نخل‌بندی و نخل‌گردانی بجستان         | ۶۴۴       | ۹۶/۰۹/۲۲  |
| ۲    | فن و هنر سبدبافی (ترکه‌بافی) مزار بجستان | ۸۳۲       | ۹۶/۱۱/۰۴  |
| ۳    | شیرهٔ انگورگیری مزار بجستان              | ۸۳۶       | ۹۶/۱۱/۰۴  |
| ۴    | جشن سده در جزین بجستان                  | ۸۳۹       | ۹۶/۱۱/۰۴  |

## مشاغل و هنرهای سنتی بجستان
در شهرستان بجستان از دیرباز هنرهای سنتی و مشاغل سنتی جایگاه ویژه‌ای در تأمین معیشت مردم این سرزمین داشته‌اند. هنوز در گوشه و کنار شهر و روستاهای این منطقه می‌توان بخشی از این مشاغل بومی را مشاهده کرد. از این مشاغل می‌توان به گیوه‌بافی در روستاهای جزین، بقچیر و افکان، آهنگ، گلیم‌بافی در یونسی، فخرآباد، نیان، ابراهیم‌آباد و قالی‌بافی، پارچه‌بافی، نمدمالی، حوله‌بافی و سبدبافی در سایر مناطق اشاره کرد. در گذشته قالیچه‌های آن با نقش بلوچی به‌دلیل کیفیت به خارج صادر می‌شد.

## اماکن تاریخی، آثار باستانی و جهانگردی

### تفرجگاه‌ها و مناطق ییلاقی
بجستان از یک سو به کویر و از سوی دیگر به کوه‌های مرتفع سیاه‌کوه منتهی می‌شود. وجود مناطق ییلاقی همچون تنکه نسترن، بوستان طبیعی نوبهار، دره آهنگ، باغ سلیمه مزار، سد سریده (سد شهید احمدنژاد) به لحاظ رویش لاله‌های درشت و شقایق‌های بهاری و بیدمشک و دو منطقهٔ حفاظت شدهٔ هلالی و افتخار با گونه‌های کم‌نظیر حیات وحش و کویر بجستان از دیگر جاذبه‌های گردشگری بجستان است.

#### پارک طبیعی بجستان
مجموعهٔ پارک طبیعی و باغ پرندگان بجستان شامل حیات وحش و نمایشگاه جلوه‌هایی از طبیعت و باغ پرندگان و سایت نگهداری آهو و جبیر است. این پارک نیمه‌طبیعی در مرکز شهر بجستان است و دارای پرندگانی همچون زاغی پا قرمز، طوطی‌ها، طاووس و … است. این مجموعه همه‌روزه پذیرای علاقه‌مندان به طبیعت و مسافران نوروزی و گردشگری است که از این مسیر عبور می‌کنند. البته هم‌اکنون این پارک به‌طور کامل نابود شده‌است.

#### سیاه‌کوه هلالی
منطقهٔ حفاظت‌شدهٔ هلالی در جنوب شرق شهرستان بجستان، شمال شهرستان فردوس و غرب گناباد با وسعتی قریب به ۱۲۰٬۰۰۰ هکتار قرار گرفته‌است. منطقهٔ ییلاقی سیاه‌کوه دارای کوه‌های مرتفع و به هم پیوسته و دره‌های سرسبز و عمیق و چشمه‌سارهای متعدد است. از مهم‌ترین گونه‌های جانوری آن می‌توان به آهو، کل و بز، قوچ‌ومیش، سمور و گربه وحشی اشاره کرد. پوشش گیاهی منطقه نیز شامل زیره سیاه، کاکوتی، رازیانه، درختان بنه، انجیر، تاغ، بادامشک و زرشک است. این منطقه دارای اقلیم نیمه‌خشک و بیابانی است و قابلیت‌های مطلوبی در جهت جذب گردشگر و مسافران عبوری از این منطقه دارد.

## آموزش و فرهنگ
شهر بجستان در حال حاضر دارای چند مرکز آموزش عالی است:
- دانشگاه آزاد اسلامی بجستان
- دانشگاه پیام نور بجستان

## سوغات
در میان سوغات بجستان می‌توان از انار بجستان نام برد که به بسیاری از کشورهای شرق دور صادر می‌شود. تیمور گورکانی در کتاب منم تیمور جهانگشا می‌گوید: «در قریهٔ بجستان، اناری خوردم که هسته نداشت و در هیچ جا اناری به خوش‌طعمی آن نخوردم».
از سوغات مشهور شهر بجستان می‌توان به کلوچه و حلوای بجستان، زعفران، زیره، حنا، پسته و محصولات خشکباری اشاره کرد.